# Karlheinz Tscheliessnigg
Karlheinz Tscheliessnigg (* 24. Dezember 1946 in Graz) ist ein österreichischer Mediziner. Er war Vorstand der Universitäts-Klinik für Chirurgie und Leiter der Klinischen Abteilung für Herzchirurgie sowie Leiter der Klinischen Abteilung für Transplantationschirurgie der Klinik an der Medizinischen Universität Graz. Nach seiner Emeritierung trat er im März 2013 als Vorstandsvorsitzender in die Steirische Krankenanstaltengesellschaft ein.

## Leben
Er studierte Medizin an der Medizinischen Fakultät der Karl-Franzens-Universität zu Graz und machte eine Ausbildung zum Facharzt für Chirurgie, Herzchirurgie, Intensivmedizin und Gefäßchirurgie. 1996 wurde er Nachfolger von Julius Kraft-Kinz und führte nach Studienaufenthalten in Stanford, Pittsburgh, München und Hannover die Organtransplantation in Graz ein. 1986 startete das Herzprogramm, 1989 das Leberprogramm, 1991 das Herz-Lungenprogramm. Mittlerweile wird an dieser Abteilung die Transplantation aller soliden Organe durchgeführt.
1990 wurde von ihm die erste dynamische Cardiomyoplastie im deutschsprachigen Raum durchgeführt.
1991 erfolgte die erste Kunstherzimplantation. Im August 1997 wurde von ihm die erste Ventrikelsynchronisation weltweit durchgeführt (InSync) und damit der erste Schrittmacher zur Behandlung der Herzinsuffizienz eingesetzt.
Als Strukturkommissionsvorsitzender führte er noch im Bereich der Medizinischen Fakultät in Graz die Strukturierung des Klinikums zum derzeitigen Stand der Kliniken und Abteilungen und war bis 2004 Vorsitzender der Professoren-Kurie der Medizinischen Fakultät an der Karl-Franzens-Universität in Graz. 2003 wurde er zum Gründungskonvent-Vorsitzenden der Medizinischen Universität ernannt und war maßgeblich an der Universitätswerdung der Medizinischen Universität beteiligt. Unter seiner Leitung wurde der erste Rektor dieser Universität gewählt. Im ersten Rektorat unter Rektor Walter war er Vizerektor für den Klinischen Bereich und vom Oktober 2007 bis Februar 2008 supplierender Rektor der Medizinischen Universität Graz.
2007 wurde von ihm auch die Leitung der Klinischen Abteilung für Herzchirurgie nach Bruno Rigler übernommen.
Darüber hinaus wurde im ersten Rektorat unter seiner Federführung das Projekt LKH-Universitätsklinikum 2020 eingeläutet und im Rahmen der HELP-Aktion schließlich und endlich im November 2009 durch Finanzminister Pröll genehmigt.
Die Unterschrift für dieses Projekt erfolgte im März 2010, womit 478,6 Millionen Euro zur Fortführung des bereits laufenden LKH-2000 Projektes zum Ausbau und zur Modernisierung des Klinikums zur Verfügung steht. Der größte Teil dieses Projektes sind die Renovierung und der Neubau der Chirurgie mit ca. 240 Millionen Euro.
Im Februar 2013 wurde er zum Vorstand der Steirischen Krankenanstalten bestellt. Im November 2021 trat er zum 1. Dezember 2021 von dieser Position zurück.

## Ehrungen und Auszeichnungen
- Großes Goldenes Ehrenzeichen des Landes Steiermark (2004)[4]
- Mitglied des American College of Angiology
- permanentes Mitglied der London Diplomatic Academy und der Scientific Faculty of the IBC in Cambridge
- Golden Helix Award Endausscheidung 1997
- Achievement AWARD American Biographical Institute (FABI)[5]
- Großes goldenes Ehrenzeichen der Stadt Graz (2012)[6]
- Ehrenmitglied der Österreichischen Gesellschaft für Chirurgie (2019)
- Großes Goldenes Ehrenzeichen des Landes Steiermark mit dem Stern (2022)[7]

## Werke (Auswahl)
Tscheliessnigg verfasste zahlreiche Schriften, darunter
- Lehrbuch der allgemeinen und speziellen Chirurgie, Wien ; München ; Bern : Maudrich, 1998, ISBN 3-85175-688-6